# Miami (Texas)
Miami es una ciudad ubicada en el condado de Roberts en el estado estadounidense de Texas. En el Censo de 2010 tenía una población de 597 habitantes y una densidad poblacional de 197,18 personas por km².

## Geografía
Miami se encuentra ubicada en las coordenadas 35°41′32″N 100°38′30″O / 35.69222, -100.64167. Según la Oficina del Censo de los Estados Unidos, Miami tiene una superficie total de 3.03 km², de la cual 3.03 km² corresponden a tierra firme y (0%) 0 km² es agua.

## Demografía
Según el censo de 2010, había 597 personas residiendo en Miami. La densidad de población era de 197,18 hab./km². De los 597 habitantes, Miami estaba compuesto por el 94.14% blancos, el 0.17% eran afroamericanos, el 0.5% eran amerindios, el 0.17% eran asiáticos, el 0% eran isleños del Pacífico, el 2.85% eran de otras razas y el 2.18% pertenecían a dos o más razas. Del total de la población el 7.87% eran hispanos o latinos de cualquier raza.